# Fleckenwachtel
Die Fleckenwachtel (Colinus leucopogon) ist eine Vogelart der Gattung Colinus aus der Familie der Zahnwachteln (Odontophoridae). Sie ist in Mittelamerika beheimatet. 

## Merkmale
Die Fleckenwachtel wird 22–24 cm lang. Das Gefieder der Männchen ist variabel und wird zur Charakterisierung der Unterarten herangezogen. Alle Morphen haben einen braunen Rücken und sind im Nacken schwarz gefleckt. Seitlich am Kopf verlaufen zwei weiße Überaugenstreifen. Quer über die Augen zieht sich ein schmaler dunkler Streifen. Die Kehle ist weiß. Die Fleckenwachtel wurde früher mit der Haubenwachtel in eine einzige Art gestellt, unterscheidet sich aber von dieser durch den wesentlich kleineren Schopf und den weiß gefleckten Bauch. Teile des Bauchs können bei den verschiedenen Unterarten einfarbig sein.
Die Männchen der Fleckenwachtel wiegen durchschnittlich 140 g, die Weibchen 115 g.

## Verbreitung und Lebensraum
Die Fleckenwachtel ist im nördlichen Mittelamerika zwischen Guatemala und Costa Rica verbreitet. Es werden sechs Unterarten unterschieden.
Der natürliche Lebensraum der Haubenwachtel sind Grassavannen, Waldränder und das Dickicht der tropischen und gemäßigten Zonen. Ähnliche Arten kommen in diesem Gebiet nur in den Wäldern vor.

## Unterarten
Es werden sechs Unterarten anerkannt. Hierbei handelt es sich um:
- Colinus leucopogon leucopogon (Lesson, 1842) – Nominatform, südöstliches El Salvador bis westliches Honduras
- Colinus leucopogon incanus Friedmann – 1944, südliches Guatemala
- Colinus leucopogon hypoleucus (Gould, 1860) – westliches El Salvador bis westliches Guatemala
- Colinus leucopogon leylandi (Moore, 1859) – nordwestliches Honduras
- Colinus leucopogon sclateri (Bonaparte, 1856) – südwestliches Honduras bis nordwestliches Nicaragua
- Colinus leucopogon dickeyi Conover, 1932 – nordwestliches und zentrales Costa Rica